# الکساندرا، بخش بیلگوراج
الکساندرا، بخش بیلگوراج (به لاتین: Aleksandrów, Biłgoraj County) یک منطقهٔ مسکونی در لهستان است که در Gmina Aleksandrów, Lublin Voivodeship واقع شده‌است.

## خصوصیات
الکساندرا ۳٬۱۳۵ نفر جمعیت دارد.